# Objetivo de Desenvolvimento Sustentável 6
O Objetivo de Desenvolvimento Sustentável 6 (ODS 6) declara a importância de alcançar “água potável e saneamento para todos”. É um dos 17 Objetivos de Desenvolvimento Sustentável estabelecidos pela Assembleia Geral das Nações Unidas para suceder aos antigos Objetivos de Desenvolvimento do Milénio (ODM). Segundo a ONU, o objetivo geral é: “Garantir a disponibilidade e a gestão sustentável da água e do saneamento para todos”. O objetivo tem oito metas a serem alcançadas até 2030, que abrangem áreas como o abastecimento de água, saneamento e gestão sustentável dos recursos hídricos. O progresso na consecução dessas metas será medido através de onze indicadores específicos.
As seis principais metas de resultados a serem alcançadas até o ano de 2030 são:
1. Alcançar o acesso universal e equitativo à água potável segura e acessível a todos;
2. Alcançar o acesso a saneamento e higiene adequados e equitativos para todos e acabar com a defecação a céu aberto, prestando especial atenção às necessidades das mulheres e raparigas e daqueles em situações vulneráveis;
3. Melhorar a qualidade da água, reduzindo a poluição, eliminando o despejo e minimizando a libertação de produtos químicos e materiais perigosos, reduzindo para metade a proporção de águas residuais não tratadas (tratamento de águas residuais) e aumentando substancialmente a reciclagem e a reutilização segura a nível mundial;
4. Aumentar substancialmente a eficiência do uso da água em todos os setores e garantir retiradas sustentáveis e fornecimento de água doce para enfrentar a escassez de água e reduzir substancialmente o número de pessoas que sofrem com a escassez de água;
5. Implementar a gestão integrada dos recursos hídricos ( GIRH ), em todos os níveis, inclusive através da cooperação transfronteiriça, conforme apropriado;
6. proteger e restaurar ecossistemas relacionados com a água, incluindo montanhas, florestas, zonas húmidas, rios, aquíferos e lagos;

Os dois principais meios de implementar as metas  são ampliar a cooperação internacional e o apoio ao desenvolvimento de capacidades nos países em desenvolvimento, além de promover o engajamento local na gestão sustentável e participativa da água e do saneamento.
Apesar dos recursos da Ajuda Oficial ao Desenvolvimento (APD) para o setor da água terem aumentado para 9 mil milhões de dólares em 2018 o Programa Conjunto de Monitorização ( JMP ) da OMS e da UNICEF relatou em 2017 que 4,5 mil milhões de pessoas ainda não dispunham de saneamento gerido de forma segura . Em 2017, somente 71% da população global tinha acesso a água potável segura, enquanto 2,2 bilhões de pessoas ainda careciam desse recurso essencial. Além disso, riscos adicionais como inundações e secas representam ameaças significativas ao desenvolvimento humano e bem-estar.
Assim como os demais, este Objetivo de Desenvolvimento Sustentável está estreitamente interligado com os outros ODS. Por exemplo, o acesso à água potável melhora a saúde e o bem-estar, contribuindo para o progresso no ODS 3; e uma melhor saúde resulta em maior frequência escolar, promovendo o ODS 4 e melhorando a qualidade da educação. A realização do ODS 6 só será possível se outros ODS também forem alcançados.

## Fundo

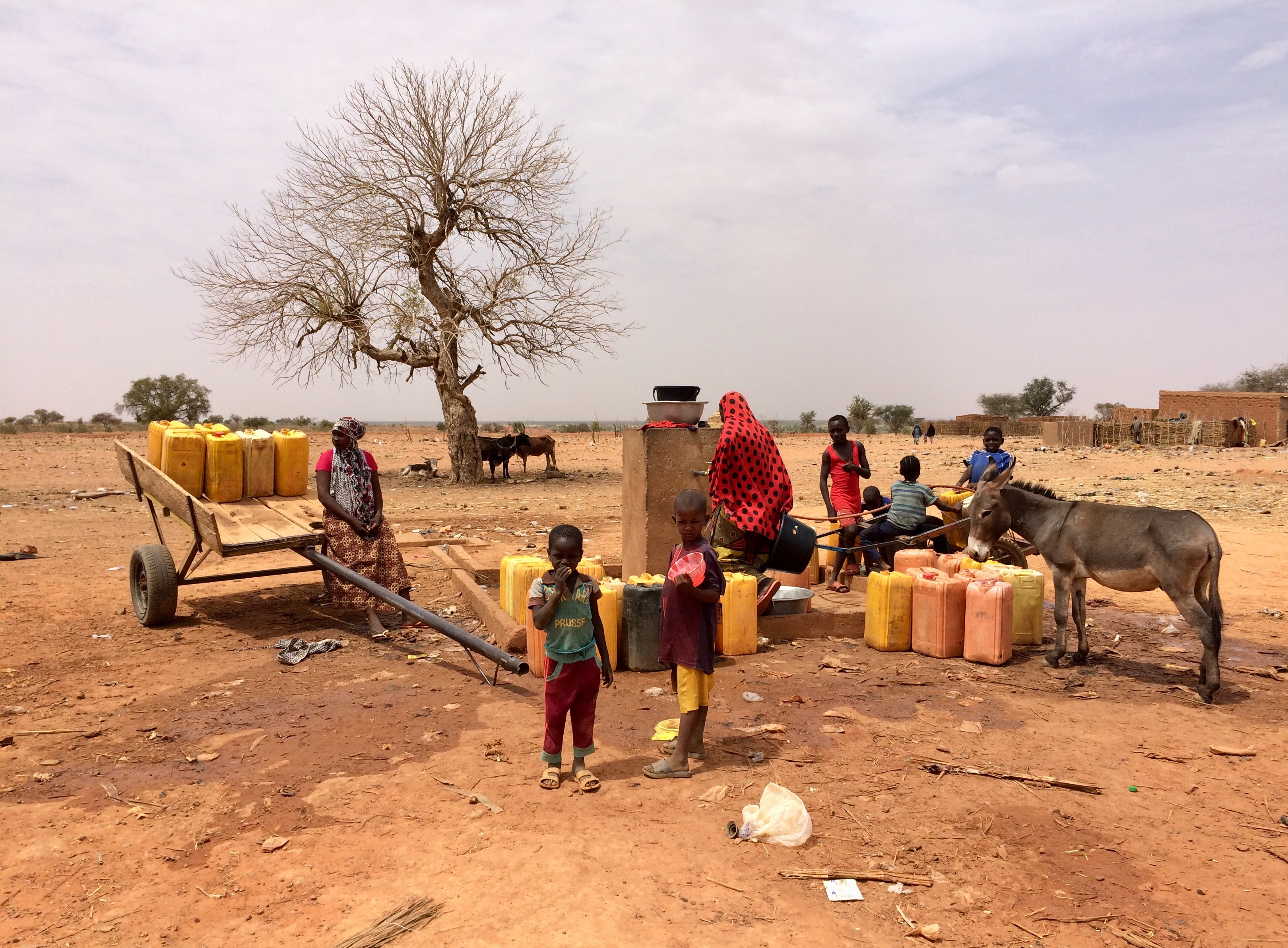
Famílias coletando água de um poço no Níger

A ONU determinaram que o acesso à água potável e às instalações sanitárias é um direito humano fundamental . No entanto, poucos países incorporaram o direito humano à água em sua legislação, o que gera sérias dificuldades para aqueles que buscam utilizar meios legais para melhorar o acesso à água. Mesmo nos países, como a África do Sul, com um claro compromisso constitucional com o direito humano à água e ao saneamento, tem-se revelado difícil obter reparação legal.
Uma análise dos progressos realizada pela ONU em 2020 concluiu que "o aumento dos compromissos dos doadores para com o setor da água continuará a ser crucial para avançar em direção ao Objetivo 6"..
No ano de 2022, a OCDE estimou que, para alcançar o ODS 6, os atuais gastos globais com água necessitariam de 1 bilião de dólares por ano aproximadamente .

## Metas, indicadores e progressos

Mapa mundial para o Indicador 6.1.1 em 2015: Proporção da população que utiliza serviços de água potável geridos de forma segura

O ODS 6 possui oito metas, das quais duas são denominadas "metas de implementação". Seis dessas metas têm como prazo o ano de 2030, uma deveria ter sido alcançada até 2020 e uma não possui um prazo determinado. Cada meta é acompanhada por um ou dois indicadores para medir o progresso. No total, existem 11 indicadores para monitorar o avanço do ODS 6.  As principais fontes de dados para as metas e indicadores do ODS 6 provêm da Iniciativa de Monitorização Integrada para o ODS 6, coordenada pela ONU-Água .

### Meta 6.1: Água potável segura e acessível
A Meta 6.1 tem por título: “Até 2030, alcançar o acesso universal e equitativo à água potável segura e acessível para todos”.
O Indicador 6.1.1 é: “Proporção da população que utiliza serviços de água potável geridos de forma segura”.
Com a definição “ serviço de água potável gerenciado com segurança ” é: “Água potável obtida de uma fonte de água aprimorada no local, disponível conforme necessário e livre de contaminação fecal e química relevante.”.

### Meta 6.2: Acabar com a defecação a céu aberto e proporcionar acesso a saneamento e higiene
O título da Meta 6.2 é: “Alcançar o acesso a saneamento e higiene adequados e equitativos para todos e acabar com a defecação a céu aberto, prestando especial atenção às necessidades das mulheres, crianças e daqueles em situações vulneráveis até 2030”.
Frequentar a escola e o trabalho sem interrupções favorece a educação e o emprego. Por isso, a segunda meta (“alcançar o acesso a saneamento e higiene adequados e equitativos para todos”) inclui a provisão de sanitários tanto nas escolas quanto nos locais de trabalho.

### Meta 6.3: Melhorar a qualidade da água, o tratamento de águas residuais e a reutilização segura
A meta 6.3 é “Até 2030, melhorar a qualidade da água reduzindo a poluição, eliminando o despejo e minimizando a liberação de produtos químicos e materiais perigosos, reduzindo pela metade a proporção de águas residuais não tratadas e aumentando consideravelmente a reciclagem e a reutilização segura em todo o mundo”. Esta meta também está relacionada ao saneamento, já que o tratamento de águas residuais faz parte das práticas de saneamento.
A meta possui dois indicadores: 
- Indicador 6.3.1: Proporção de fluxos de águas residuais domésticas e industriais tratadas com segurança
- Indicador 6.3.2: Proporção de massas de água com boa qualidade da água ambiente

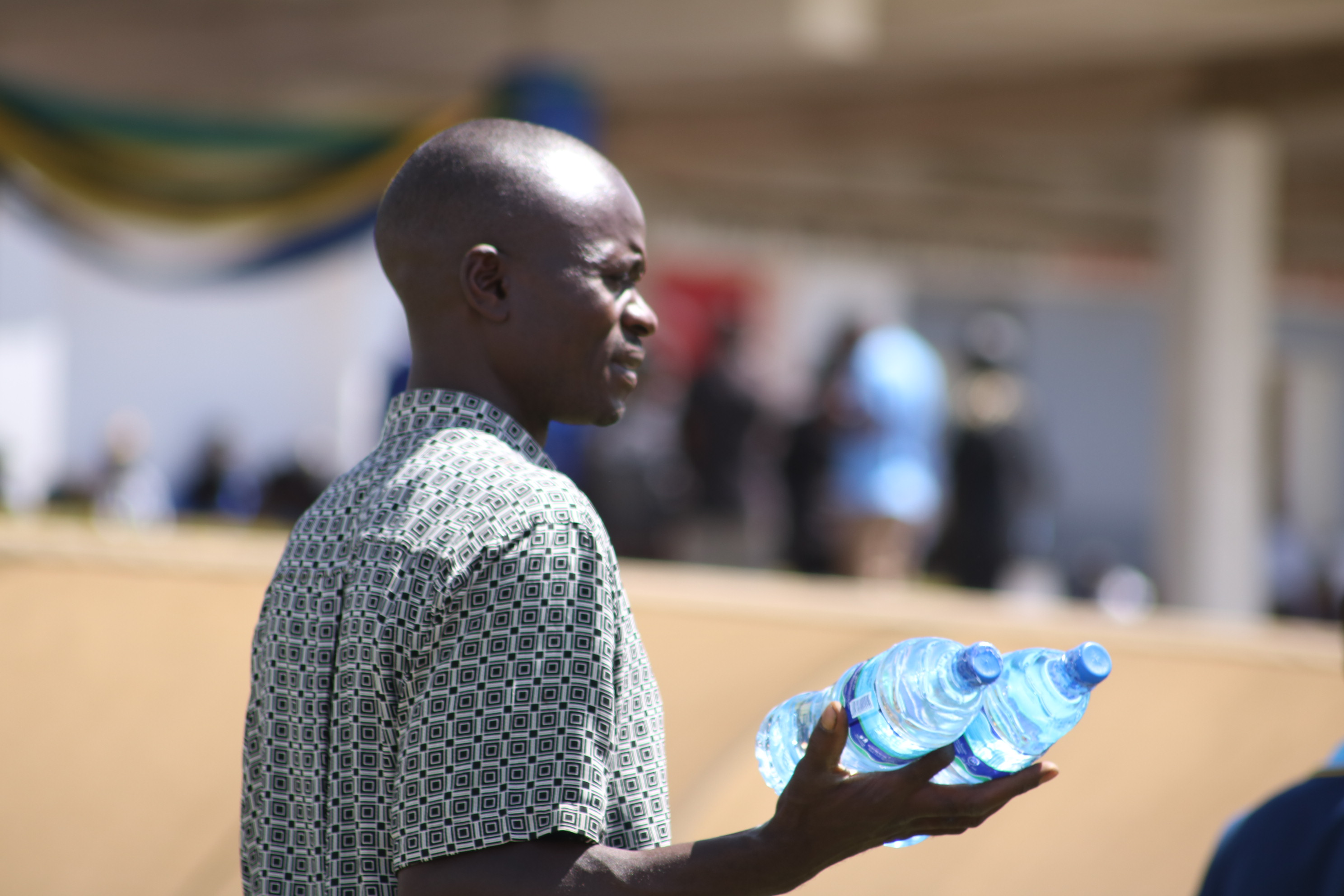
Um homem vendendo água potável

### Meta 6.4: Aumentar a eficiência no uso da água e garantir o abastecimento de água doce
A meta 6.4 é formulada como “Até 2030, aumentar substancialmente a eficiência do uso da água em todos os setores e garantir retiradas e abastecimento sustentáveis de água doce para enfrentar a escassez de água e reduzir substancialmente o número de pessoas que sofrem com a escassez de água ”.
Esta meta tem dois indicadores: 
- Indicador 6.4.1: Mudança na eficiência do uso da água ao longo do tempo
- Indicador 6.4.2: Nível de estresse hídrico: retirada de água doce como proporção dos recursos de água doce disponíveis

### Meta 6.5: Implementar GIRH
A meta 6.5 é formulada como: “Até 2030, implementar a gestão integrada dos recursos hídricos em todos os níveis, inclusive através da cooperação transfronteiriça, conforme apropriado”.
Os dois indicadores incluem: 
- Indicador 6.5.1 Grau de gestão integrada de recursos hídricos;
- Indicador 6.5.2 Proporção de área de bacia transfronteiriça com um acordo operacional para cooperação hídrica;

### Meta 6.6: Proteger e restaurar ecossistemas relacionados com a água
A meta 6.6 é: “Até 2020, proteger e restaurar ecossistemas relacionados com a água, incluindo montanhas, florestas, zonas húmidas, rios, aquíferos e lagos ”.
Tem um indicador: o Indicador 6.6.1 é a “Mudança na extensão dos ecossistemas relacionados com a água ao longo do tempo”. Esta metodologia de monitoramento de indicadores está estruturada em cinco subindicadores: 
1. extensão espacial dos ecossistemas relacionados com a água (a partir de dados de satélite)
2. qualidade da água de lagos e corpos d'água artificiais (a partir de dados de satélite)
3. quantidade de água (descarga) em rios e estuários (dados in situ)
4. qualidade da água importada do Indicador 6.3.2 do ODS (dados in situ)
5. quantidade de água subterrânea nos aquíferos (dados in situ)

## Desafios

### Das Alterações Climáticas
As alterações climáticas dificultam o alcance da Meta 1 do ODS 6, que visa o acesso universal à água potável.  Isso ocorre porque as mudanças climáticas podem intensificar os impactos relacionados ao clima, como secas, chuvas intensas e temperaturas extremas. Isso, por sua vez, pode resultar em danos à infraestrutura hídrica e escassez de água.

### Impacto da pandemia de COVID-19

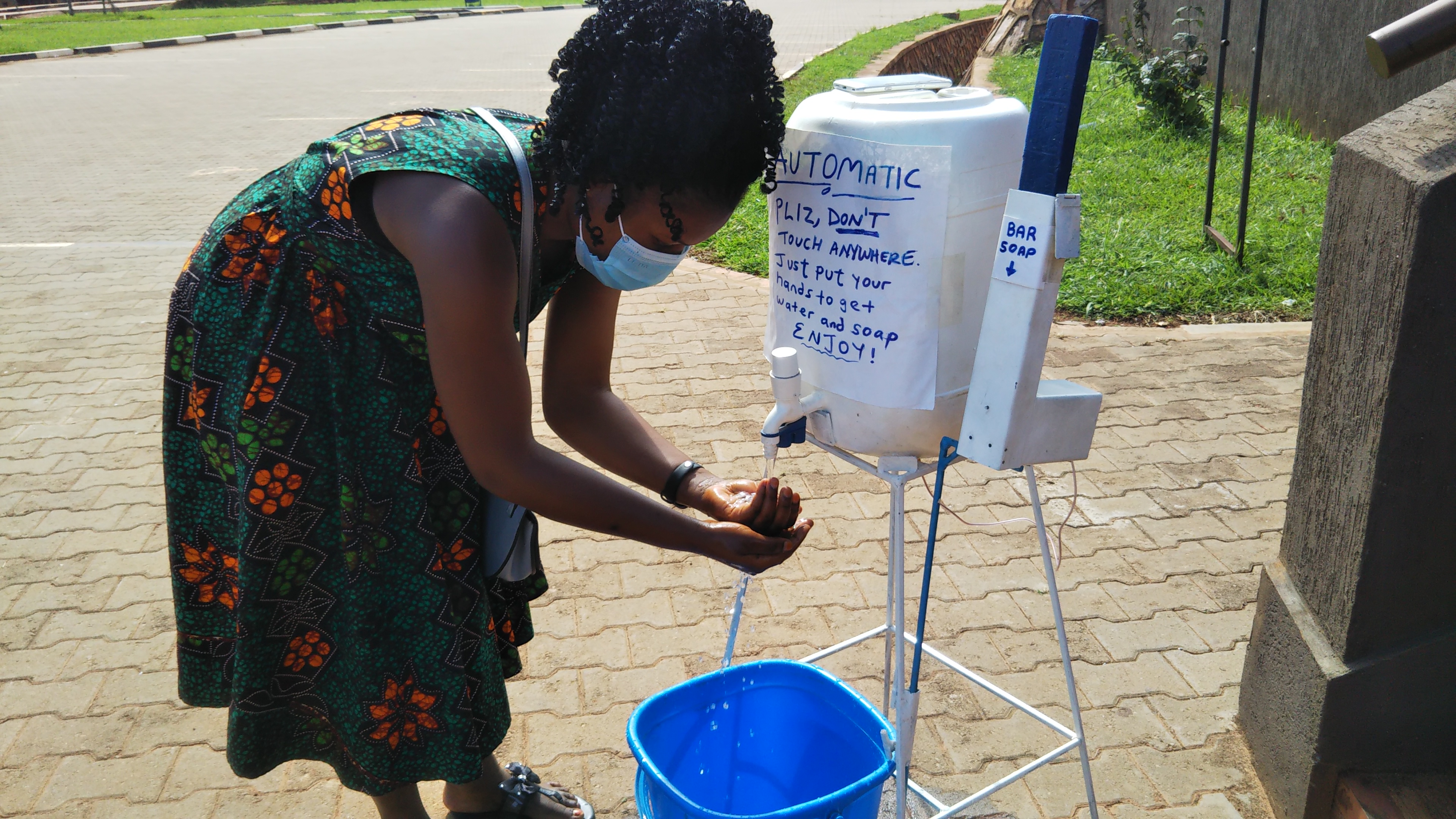
Lavando as mãos

A pandemia de COVID-19 afetou significativamente a capacidade das empresas de abastecimento de água de cumprirem o ODS 6, aumentando as perdas de receitas que, de outra forma, seriam utilizadas para fazer investimentos.
A pandemia da COVID-19 também impactou significativamente os moradores de baixa renda em áreas urbanas que residem em bairros precários com acesso limitado ou inexistente a água potável.  A pandemia mostrou a importância do saneamento, da higiene e do acesso adequado à água potável para prevenir doenças. De acordo com a Organização Mundial de Saúde, lavar as mãos é uma das ações mais eficazes que se pode tomar para reduzir a propagação de agentes patogénicos e prevenir infeções, incluindo o vírus COVID-19.

## Monitorando o progresso
A implementação dos ODS requer monitoramento contínuo e avaliações periódicas para verificar se o progresso e a direção do desenvolvimento estão adequados. Os relatórios de progresso de alto nível para todos os ODS são publicados sob a forma de relatórios do Secretário-Geral das Nações Unidas . Além disso, atualizações e progressos também podem ser encontrados no site dos ODS, administrado pelas Nações Unidas.